# Герои полярного круга
«Геро́и поля́рного кру́га» (фин. Napapiirin sankarit) — финский фильм 2010 года режиссёра Доме Карукоски в жанре мелодраматической комедии с элементами абсурда. Фильм — обладатель премии Jussi в номинации «лучший фильм года». Лидер кинопроката в Финляндии в 2010 году. Во многих странах фильм шёл под названием «Лапландская одиссея» (англ. Lapland Odyssey, пол. Lapońska odyseja).
В 2015 году на экраны вышел фильм-продолжение — Герои полярного круга 2 (режиссёр — Теппо Айраксинен).

## Сюжет
Янне и его подруга Инари живут на севере Финляндии, неподалёку от Рованиеми — столицы финской Лапландии. Янне — безработный. Инари даёт ему деньги, чтобы он купил дигибокс (цифровую приставку к телевизору), но он не может сделать даже этого, и пропивает деньги с друзьями, — тогда она ставит ему ультиматум: либо он к утру приносит ей дигибокс, либо она от него уходит. И Янне с друзьями отправляется на поиски заветного устройства.
В пути им приходится решать нерешаемые проблемы и преодолевать непреодолимые препятствия в виде полицейских, бывшего парня Инари, женской шведской сборной по подводному регби, русских туристов, метели, отсутствия денег и разного другого прочего…

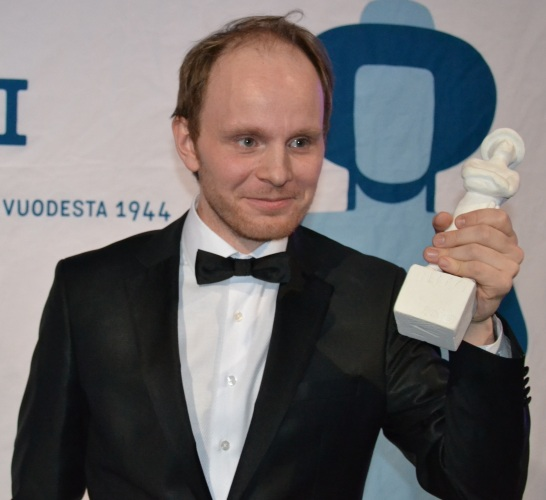
Режиссёр фильма Доме Карукоски во время вручения ему премии Jussi за фильм «Герои полярного круга».
6 февраля 2011 года

## В главных ролях
- Юсси Ватанен[фин.] — Янне
- Памела Тола — Инари
- Яспер Пяаккёнен — Капу
- Тимо Лавикайнен[фин.] — Ряйхёнен
- Кари Кетонен — Коротышка Микко
- Мия Нуутила[фин.] — Марьюкка

## Награды
6 февраля 2011 фильм получил главную кинонаграду Финляндии, премию Jussi, в номинации «лучший фильм года». Кроме того, фильм победил ещё в трёх номинациях премии Юсси — за лучшую режиссуру, лучший сценарий и приз зрительских симпатий.
На международном кинофестивале комедий в Альп д’Юэзе (Франция) фильм получил гран-при «Оранжевое кино». На кинофестивале «Фестройя» в Сетубале (Португалия) фильм получил приз «Серебряный дельфин» за работу оператора.